# Early-onset
Mit dem englischen Begriff early-onset („früher Ausbruch“) werden in der Medizin Erkrankungen bezeichnet, die bei Patienten zu einem besonders frühen Zeitpunkt auftreten. Man spricht dann beispielsweise von einer early-onset Alzheimer-Demenz, wenn davon ein vergleichsweise junger Patient betroffen ist.

## Definition
Für den Begriff early-onset gibt es keine einheitliche Definition. Der Zeitraum, wann von einem early-onset gesprochen wird, ist von Krankheit zu Krankheit sehr unterschiedlich. Bei einer Sepsis spricht man beispielsweise bei einem Erkrankungsbeginn innerhalb der ersten sieben Lebenstage von einer early-onset Sepsis. Dagegen spricht man von einer early-onset Alzheimer-Demenz im Falle von Erkrankungen vor dem 60. beziehungsweise 65. Lebensjahr. Generell kann jedoch gesagt werden, dass dann ein early-onset vorliegt, wenn die Erkrankung zu einem deutlich früheren Zeitpunkt als allgemein üblich auftritt. Als Zeitpunkt wird dabei meist das Lebensalter, beispielsweise aber auch die Aufenthaltsdauer im Krankenhaus, wie im Fall der nosokominalen Pneumonie (Early-onset Pneumonie, EOP) gesehen.
Bei vielen early-onset-Erkrankungen spielen genetische Prädispositionen eine große Rolle. So beispielsweise BRCA1 bei Brustkrebs.
Das Gegenteil von early-onset-Erkrankungen sind late-onset-Erkrankungen („später Ausbruch“).